# Lijst van gemeentelijke monumenten in Kapelle
De gemeente Kapelle heeft  16 gemeentelijke monumenten. Hieronder een overzicht. 

## Kapelle
De plaats Kapelle kent 9 gemeentelijke monumenten:
| Object                 | Bouwjaar | Architect | Locatie                   | Coördinaten                   | Nr.        | Afbeelding             |
| ---------------------- | -------- | --------- | ------------------------- | ----------------------------- | ---------- | ---------------------- |
| Woning                 |          |           | Eversdijkseweg 22         | 51° 28' 10" NB, 3° 57' 10" OL | 0678/95003 | Woning                 |
| Woning (thans kantoor) |          |           | Goessestraatweg 19        | 51° 29' 8" NB, 3° 57' 5" OL   | 0678/95004 | Woning (thans kantoor) |
| Woning                 |          |           | Kerkplein 35              | 51° 29' 13" NB, 3° 57' 30" OL | 0678/95005 | Woning                 |
| Woning                 |          |           | Kerkplein 37              | 51° 29' 13" NB, 3° 57' 30" OL | 0678/95006 | Woning                 |
| Voormalige boerderij   |          |           | Nieuwe Kerkstraat 6       | 51° 28' 31" NB, 3° 57' 41" OL | 0678/95008 | Voormalige boerderij   |
| Woning                 |          |           | Noordstraat 3             | 51° 28' 31" NB, 3° 57' 46" OL | 0678/95010 | Woning                 |
| Woning                 |          |           | Noordweg 14               | 51° 29' 30" NB, 3° 56' 43" OL | 0678/95011 | Woning                 |
| Boerderij              |          |           | Postweg 26                | 51° 29' 33" NB, 3° 59' 5" OL  | 0678/95012 | Boerderij              |
| Lindeboom (grenslinde) |          |           | Weg naar het Stomme Kruis | 51° 29' 8" NB, 3° 56' 43" OL  | 0678/95014 | Lindeboom (grenslinde) |

## Schore
De plaats Schore kent 2 gemeentelijke monumenten:
| Object               | Bouwjaar | Architect | Locatie       | Coördinaten                   | Nr.        | Afbeelding           |
| -------------------- | -------- | --------- | ------------- | ----------------------------- | ---------- | -------------------- |
| Woning               |          |           | Langstraat 11 | 51° 27' 44" NB, 4° 0' 3" OL   | 0678/95007 | Woning               |
| Voormalige boerderij |          |           | Steenweg 23   | 51° 27' 30" NB, 3° 59' 38" OL | 0678/95013 | Voormalige boerderij |

## Wemeldinge
De plaats Wemeldinge kent 5 gemeentelijke monumenten:
| Object                                   | Bouwjaar | Architect | Locatie                  | Coördinaten                   | Nr.        | Afbeelding                               |
| ---------------------------------------- | -------- | --------- | ------------------------ | ----------------------------- | ---------- | ---------------------------------------- |
| Voormalige boerderij                     |          |           | Chezeeweg 18 / 16A       | 51° 30' 51" NB, 3° 59' 38" OL | 0678/95001 | Meer afbeeldingen                        |
| Woning                                   |          |           | Dorpsstraat 33           | 51° 31' 1" NB, 3° 59' 25" OL  | 0678/95002 | Woning                                   |
| Woning                                   |          |           | Noordelijke Achterweg 46 | 51° 31' 7" NB, 3° 59' 32" OL  | 0678/95009 | Woning                                   |
| Woning                                   |          |           | Westelijke Kanaalweg 51  | 51° 30' 55" NB, 4° 0' 8" OL   | 0678/95015 | Woning                                   |
| Woning met schuur (vm fruitopslagschuur) |          |           | Wilhelminastraat 1       | 51° 31' 3" NB, 3° 59' 43" OL  | 0678/95016 | Woning met schuur (vm fruitopslagschuur) |

Borsele  ·
Goes  ·
Kapelle  ·
Middelburg  ·
Schouwen-Duiveland  ·
Terneuzen  ·
Vlissingen